# DeLeon
DeLeon es una banda de rock indie de Nueva York que interpreta canciones tradicionales sefardíes al estilo moderno. La banda lleva el nombre del filósofo cabalístico del siglo XII Moisés DeLeon y el bisabuelo de Daniel Saks, Giorgio DeLeon.
DeLeon se formó en 2006, y tocó en vivo por primera vez en abril de 2007 en el Bowery Ballroom, junto a Balkan Beat Box. DeLeon ha realizado giras con Os Mutantes Gogol Bordello, Ozomatli, Mike Gordon and Balkan Beat Box. Saks es también miembro de The LeeVees and The Macaroons.  DeLeon publicó un álbum homónimo el 12 de agosto de 2008 con la disquera JDub Records. Saks (vocalista, guitarra, banjo), junto a su compañero de banda Kevin Snider (bajo), Justin Riddle (batería), Amy Crawford (teclado, armónica, glockenspiel) y Andrew Oom (trompeta, sintetizador), escribieron las canciones combinando melodías ancestrales Sefardí con ritmos judeo-latinos, hebreos y rock moderno, usando guitarras, cornetas y tambores.
En 2012, Saks se mudó a la Ciudad de México, donde grabó su tercer LP, Tremor Fantasma.  Este fue publicado de forma independiente porque la disquera JDub Records 
desapareció.  Se formó una nueva banda fue ensamblada con Dan Saks y los mexicanos Marina de Ita y Cynthia Martínez de Polka Madre, Rodrigo Barbosa de Paté de Fuá y Los Dorados, Fausto Palma de Petra y trictly Personal y Dante Pimentel.